# The School for Scandal (film 1914)
The School for Scandal è un film muto del 1914 diretto da Kenean Buel e interpretato da Jere Austin e Irene Boyle.
Il film, prodotto dalla Kalem Company, venne distribuito nelle sale il 21 dicembre 1914 dalla General Film Company.

## Trama
Prima di partire per l'India, Sir Oliver Surface affida i nipoti Charles e Joseph all'amico Peter Teazle. Venticinque anni dopo, i ragazzi sono diventati due uomini completamente diversi: Charles viene considerato un selvaggio, una vera spina nel fianco di Sir Peter mentre, Joseph, ipocrita e untuoso, è diventato il favorito del vecchio scapolo.
Peter incontra Ann, la figlia di un signorotto di campagna e se ne innamora: benché molto più vecchio di lei, la chiede in moglie e la sposa. Nel frattempo, è diventato il tutore di Maria, una giovane di cui si è innamorato Charles. Ma le nozze tra i due non sono viste di buon occhio da Sir Peter, che continua ad avere dei dubbi su Charles.
Quando Joseph scopre che Maria è immensamente ricca, decide di sposarla lui e chiede aiuto a Lady Sneerwell, innamorata di suo fratello Charles, e a Snake, segretario di Teazle, per cercare di separare i due fidanzati. I tre cospiratori si mettono all'opera per rovinare attraverso il pettegolezzo le reputazioni altrui.
Sir Benjamin Backbite, noto pettegolo, assiste a un litigio tra Sir Peter e la moglie, che vive troppo allegramente secondo i parametri di Teazle e la lite viene riferita alla scuola degli scandali.
Dall'India, torna Surface che adesso vuole giudicare da sé i comportamenti dei nipoti, presentandosi come un parente povero.
Joseph, che corteggia Lady Teazle, per sviare i sospetti di Sir Peter da lui, lo induce a credere che la moglie abbia invece una relazione con Charles. Ma Joseph sta per essere scoperto da Teazle proprio mentre si trova nelle camere di sua moglie. Così, si nasconde dietro un paravento e ascolta il colloquio tra i due, dove il baronetto rivela alla moglie che l'ha nominata come sua erede universale. Lei si commuove e comincia a sentire rimorso per come si è comportata.
Il marito si accorge che qualcuno è nascosto dietro il paravento, ma in quel momento viene annunciato Charles. Sir Teazle, non volendo incontrarlo, si nasconde nell'armadio e ascolta Charles con la moglie, giungendo alla conclusione che non c'è niente tra i due.
Uscito dall'armadio, lui e Charles vanno a guardare chi ci sia dietro il paravento e vi scoprono, nascosto, Joseph. Lady Teazle confessa il flirt con il giovane, pentita. Lady Sneerwell diffonde la voce di un litigio, tanto che la "scuola degli scandali" crede che Teazle e Joseph si siano uccisi o, almeno picchiati.
Tutto si chiarisce: Surface si presenta nelle sue vere vesti e disereda Joseph mentre Charles e Maria hanno il permesso di sposarsi. Snake tradisce poi i cospiratori quando Joseph cerca di impedire il matrimonio rivelando (falsamente) che Lady Sneerwell è la promessa di Charles: il segretario svela il complotto di cui aveva fatto parte anche lui.
Lady Teazle, da parte sua, comprende che la sua condotta ha addolorato il marito e promette di essere, per l'avvenire, più saggia.

## Produzione
Il film, un mediometraggio prodotto dalla Kalem Company, è tratto dalla commedia La scuola della maldicenza (The School for Scandal, Londra, 8 maggio 1777) di Richard Brinsley Sheridan

## Distribuzione
Venne distribuito nelle sale il 21 dicembre 1914 dalla General Film Company. Il film è considerato perduto.